# BSG KKW Greifswald
BSG KKW Greifswald was een Oost-Duitse BSG uit Greifswald, Mecklenburg-Voor-Pommeren. De voetbalafdeling speelde 19 seizoenen in de DDR-Liga.

## Geschiedenis
De club werd op 15 augustus 1968 opgericht en verving BSG Einheit Greifswald. De voetbalafdeling nam de plaats van het pas gepromoveerde Einheit over in de DDR-Liga. Na een aantal middenmootplaatsen werd de club vicekampioen achter Dynamo Schwerin in 1974/75. Hierna belandde de club weer in de middenmoot tot een degradatie volgde in 1980/81. De club beperkte de afwezigheid in de DDR-Liga tot één seizoen maar werd meteen terug naar de Bezirksliga verwezen. Ook nu werd de club meteen kampioen, maar slaagde er via de eindronde niet in te promoveren, dit lukte wel het volgende seizoen.
Eind jaren tachtig maakte de club plannen om een Oberligaclub te worden en werkte samen met Hansa Rostock. Het Volksstadion werd verbouwd en groter gemaakt. Na de Duitse hereniging drongen Zweden en Denemarken erop aan bij de Duitse regering om de kerncentrale in Greifswald te sluiten. Dit werd gedaan en de BSG werd ontbonden.
De spelers richtten nu Greifswalder SC terug op, dat voor de Tweede Wereldoorlog ook al actief was.
| Seizoen | Speelklasse           | Plaats            |
| ------- | --------------------- | ----------------- |
| 1968/69 | DDR-Liga Staffel Nord | 13de              |
| 1969/70 | DDR-Liga Staffel Nord | 6de               |
| 1970/71 | DDR-Liga Staffel Nord | 10de              |
| 1971/72 | DDR-Liga Staffel A    | 5de               |
| 1972/73 | DDR-Liga Staffel A    | 6de               |
| 1973/74 | DDR-Liga Staffel A    | 6de               |
| 1974/75 | DDR-Liga Staffel A    | 2de               |
| 1975/76 | DDR-Liga Staffel A    | 6de               |
| 1976/77 | DDR-Liga Staffel A    | 6de               |
| 1977/78 | DDR-Liga Staffel A    | 4de               |
| 1978/79 | DDR-Liga Staffel A    | 9de               |
| 1979/80 | DDR-Liga Staffel A    | 9de               |
| 1980/81 | DDR-Liga Staffel A    | 12de (Degradatie) |
| 1981/82 | Bezirksliga Rostock   | 1ste (Promotie)   |
| 1982/83 | DDR-Liga Staffel A    | 12de (Degradatie) |
| 1983/84 | Bezirksliga Rostock   | 1ste              |
| 1984/85 | Bezirksliga Rostock   | 1ste (Promotie)   |
| 1985/86 | DDR-Liga Staffel A    | 6de               |
| 1986/87 | DDR-Liga Staffel A    | 9de               |
| 1987/88 | DDR-Liga Staffel A    | 7de               |
| 1988/89 | DDR-Liga Staffel A    | 12de              |
| 1989/90 | DDR-Liga Staffel A    | 6de               |